# Vittorio Grigolo
Vittorio Grigolo (* 19. února 1977, Arezzo, Itálie) je italský operní pěvec, tenorista.

## Život a kariéra
Grigolo se narodil v Arezzu, ale vyrůstal v Římě. První hudební vzdělání získal v papežském sboru Sixtinské kaple. Ve věku 13 let zpíval v Operním divadle v Římě v roli pastýře v opeře Tosca od Giacoma Pucciniho. Tehdy si jej všiml Luciano Pavarotti, představitel role Cavaradossiho. Poté studoval Grigolo pět let zpěv na škole Sixtinské kaple.
Jako tenorista debutoval v roce 1999 rolí Dona Ottavia v opeře Wolfganga Amadea Mozarta Don Giovanni v Teatro Lirico di Cagliari na Sardinii.